# Festival de la Canción de Turkvisión 2014
El Festival de la Canción de Turkvisión 2014 es la II edición del Festival de la Canción de Turkvisión, y tuvo lugar en la capital de Tartaristán, Kazán. Veinticinco regiones turcas confirmaron su participación en el festival elevando así el número de participantes respecto al festival de 2013. Alemania, Albania, Bulgaria, Irán y Moscú anunciaron su debut, mientras que por el contrario la República de Altái, Bielorrusia, Kémerovo, Kosovo y Chipre del Norte (por razones políticas) anunciaron su retiro del festival. La semifinal fue celebrada el 19 de noviembre de 2014 y mientras que la final fue celebrada el 21 de noviembre de 2014. Los presentadores del festival fueron Artem Shalimov, Narmin Agaeva y Ranil Nuriov.

## Localización

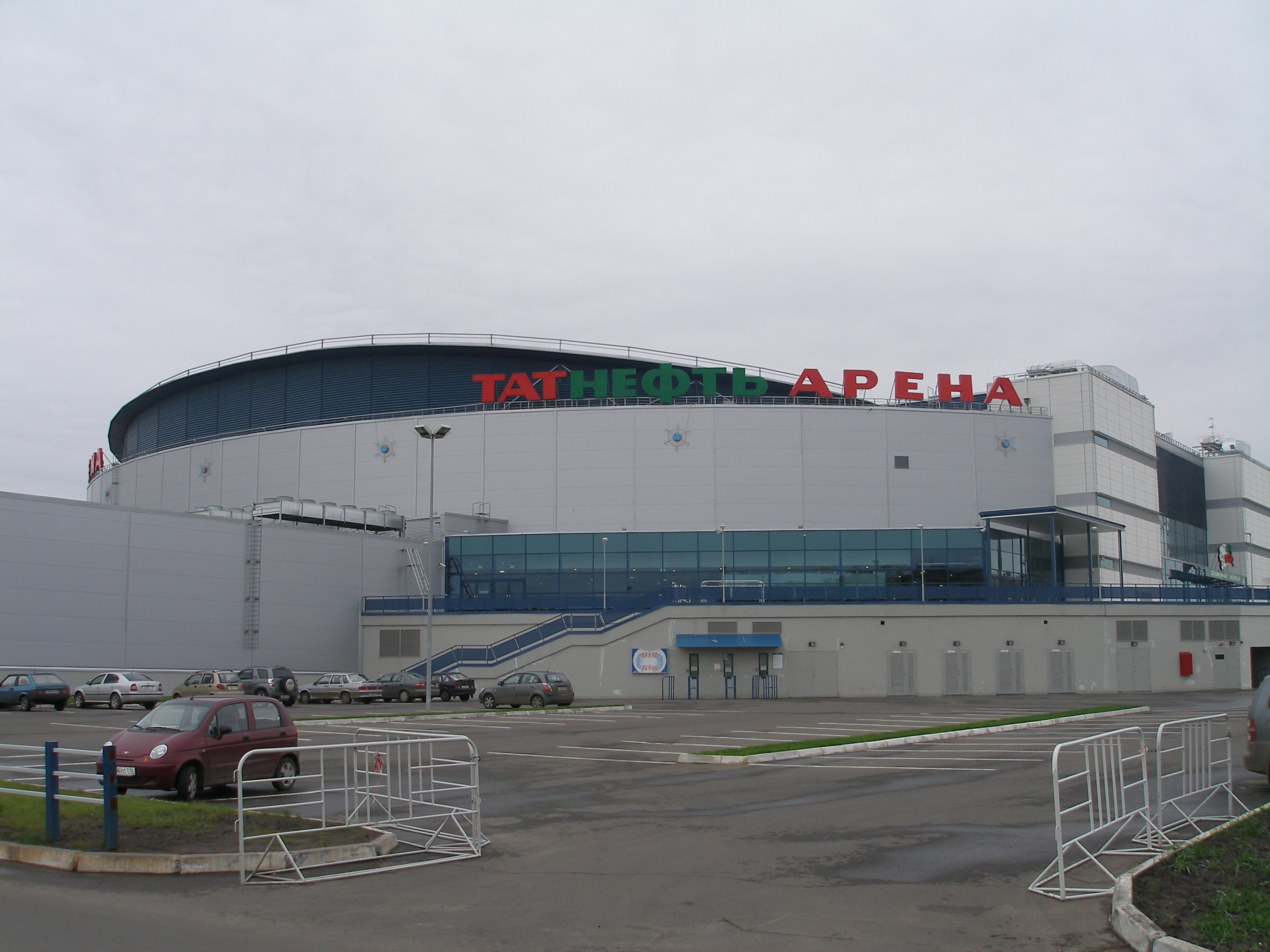

El 15 de octubre de 2013, se anunció que los anfitriones del Festival del 2014 sería Tartaristán y lo celebrarían en la capital de esta, Kazán. Kazán es la capital y mayor ciudad de Tartaristán, Rusia. Con una población de 1.143.535, es la octava más poblada ciudad de Rusia. Kazán se encuentra en la confluencia de los Volga y Kazanka en la Rusia europea. 
El TatNeft Arena, un recinto deportivo cubierto, fue elegido como la sede para el festival de 2014. La capacidad del recinto es de 10.000 espectadores y fue inaugurado en 2005.

## Formato
El concurso consiste de una semifinal y una final. En la semifinal participarían veinticinco canciones de las cuales doce se clasificarían a la finalr. Esto cambió posteriormente, otorgándose 3 cupos más para la final, totalizando 15 finalistas, esto debido al fraude que se detectó de los votos provenientes desde Turkmenistán que se habían concedido a sí mismos 5 puntos (el país que emite los votos no puede votarse a sí mismo) obteniendo así el 12.º lugar con 169 puntos y el último cupo para la final además del fallo en la suma del total de puntos de Bosnia-Herzegovina.

## Semifinal
La Semifinal tuvo lugar el 19 de noviembre de 2014 y participaron 25 países donde solo 15 lograron acceder a la final.
| Nº | Región                                  | Intérprete(s)                    | Canción                   | Lugar | Pts. |
| -- | --------------------------------------- | -------------------------------- | ------------------------- | ----- | ---- |
| 01 | Kazajistán                              | Zhanar Dugalova                  | "Izin korem" (Ізін көрем) | 3     | 198  |
| 02 | Alemania                                | Fahrettin Güneş                  | "Sevdiğim"                | 21    | 149  |
| 03 | Turkmenistán                            | Züleyha Kakayeva                 | "Shikga-Shikga bilerzik"  | 15    | 164  |
| 04 | Georgia                                 | Ayla Shiriyeva & Aysel Mammadova | "Tenhayam"                | 25    | 141  |
| 05 | Uzbekistán                              | Aziza Nizamova                   | "Dunyo boʻlsin omon"      | 10    | 172  |
| 06 | Albania                                 | Xhoi Bejko                       | "Hava ve Ates"            | 19    | 154  |
| 07 | Gagaúzia                                | Maria Topal                      | "Aaladim"                 | 16    | 162  |
| 08 | Ucrania                                 | Natali Deniz                     | "Sän benim"               | 23    | 148  |
| 09 | Irán                                    | Barish Grubu                     | "Heydar baba"             | 9     | 178  |
| 10 | Karacháyevo-Cherkesia Kabardia-Balkaria | Eldar Zhanikaev                  | "Barama" (Барама)         | 24    | 148  |
| 11 | Tartaristán                             | Aydar Suleymanov                 | "Atlar Çaba"              | 1     | 223  |
| 12 | Moscú                                   | Kazan World                      | "Sine kotem"              | 5     | 190  |
| 13 | Kirguistán                              | Non-Stop                         | "Seze bil" (Сезе бил)     | 6     | 190  |
| 14 | Sajá                                    | Vladlena Ivanova Sakhaya         | "Kyn"                     | 12    | 168  |
| 15 | Turquía                                 | Funda Kiliç                      | "Hoppa"                   | 2     | 199  |
| 16 | Bosnia y Herzegovina                    | Mensur Salkić                    | "Šutim/Susuyorum"         | 13    | 168  |
| 17 | Baskortostán                            | Zaman                            | "Kubair" (Кубаир)         | 4     | 193  |
| 18 | Bulgaria                                | İsmail Matev                     | "Yollara, taşlara"        | 11    | 168  |
| 19 | Irak                                    | Ahmet Tuzlu                      | "Çal Kalbimi"             | 18    | 155  |
| 20 | Crimea                                  | Darina Siniçkina                 | "Gider isen"              | 8     | 178  |
| 21 | Azerbaiyán                              | Elvin Ordubadli                  | "Divlerin Yalqizliği"     | 14    | 166  |
| 22 | Rumania                                 | Cengiz Erhan & Alev Gafar        | "Genclik basa bir gelir"  | 17    | 158  |
| 23 | Macedonia del Norte                     | Kaan Mazhar                      | "Yolumu Bulurum"          | 7     | 181  |
| 24 | Jakasia                                 | Sayana Saburova                  | "Alzhaas"                 | 22    | 148  |
| 25 | Tuvá                                    | Ayas Kuular                      | "Subedei"                 | 20    | 151  |

## Final
La Final tuvo lugar el 21 de noviembre de 2014.
| Nº | Región               | Intérprete(s)            | Canción                   | Lugar | Pts. |
| -- | -------------------- | ------------------------ | ------------------------- | ----- | ---- |
| 01 | Turquía              | Funda Kiliç              | "Hoppa"                   | 15    | 128  |
| 02 | Crimea               | Darina Siniçkina         | "Gider isen"              | 6     | 186  |
| 03 | Kazajistán           | Zhanar Dugalova          | "Izin körem" (Ізін көрем) | 1     | 225  |
| 04 | Uzbekistán           | Aziza Nizamova           | "Dunyo boʻlsin omon"      | 7     | 183  |
| 05 | Irán                 | Barish Grubu             | "Heydar baba"             | 13    | 167  |
| 06 | Baskortostán         | Zaman                    | "Kubair" (Кубаир)         | 3     | 199  |
| 07 | Kirguistán           | Non-Stop                 | "Seze bil" (Сезе бил)     | 4     | 196  |
| 08 | Turkmenistán         | Züleyha Kakayeva         | "Shikga-Shikga bilerzik"  | 5     | 192  |
| 09 | Sajá                 | Vladlena Ivanova Sakhaya | "Kyn"                     | 7     | 183  |
| 10 | Bulgaria             | İsmail Matev             | "Yollara, taşlara"        | 11    | 172  |
| 11 | Azerbaiyán           | Elvin Ordubadli          | "Divlerin Yalqizliği"     | 9     | 177  |
| 12 | Bosnia y Herzegovina | Mensur Salkić            | "Šutim/Susuyorum"         | 10    | 176  |
| 13 | Macedonia del Norte  | Kaan Mazhar              | "Yolumu Bulurum"          | 14    | 166  |
| 14 | Moscú                | Kazan World              | "Sine kötäm"              | 12    | 170  |
| 15 | Tartaristán          | Aydar Suleymanov         | "Atlar Çaba"              | 2     | 201  |

### Máximas puntuaciones
| N° | A            | De |
| -- | ------------ | --- |
| 16 | Kazajistán   | Azerbaiyán, Bosnia-Herzegovina, Bashkortostán, República de Crimea, Georgia, Gagauzia, Jakasia, Kirguistán, Karacháyevo-Cherkesia & Kabardia-Balkaria, Moscú, Tartaristán, Turkmenistán, Turquía, Ucrania, Uzbekistán y República de Sajá |
| 7  | Baskortostán | Azerbaiyán, Bulgaria, Gagauzia, Jakasia, Kazajistán, Uzbekistán y República de Sajá |

- Datos: Q15531527